# Boćwinka (Gołdap)
Boćwinka (Duits: (Alt) Bodschwingken; 1938-1945: (Alt) Herandstal) is een plaats in het Poolse woiwodschap Ermland-Mazurië, in het district Gołdapski. De plaats maakt deel uit van de gemeente Gołdap en telt 280 inwoners.